# Forte de São Lourenço

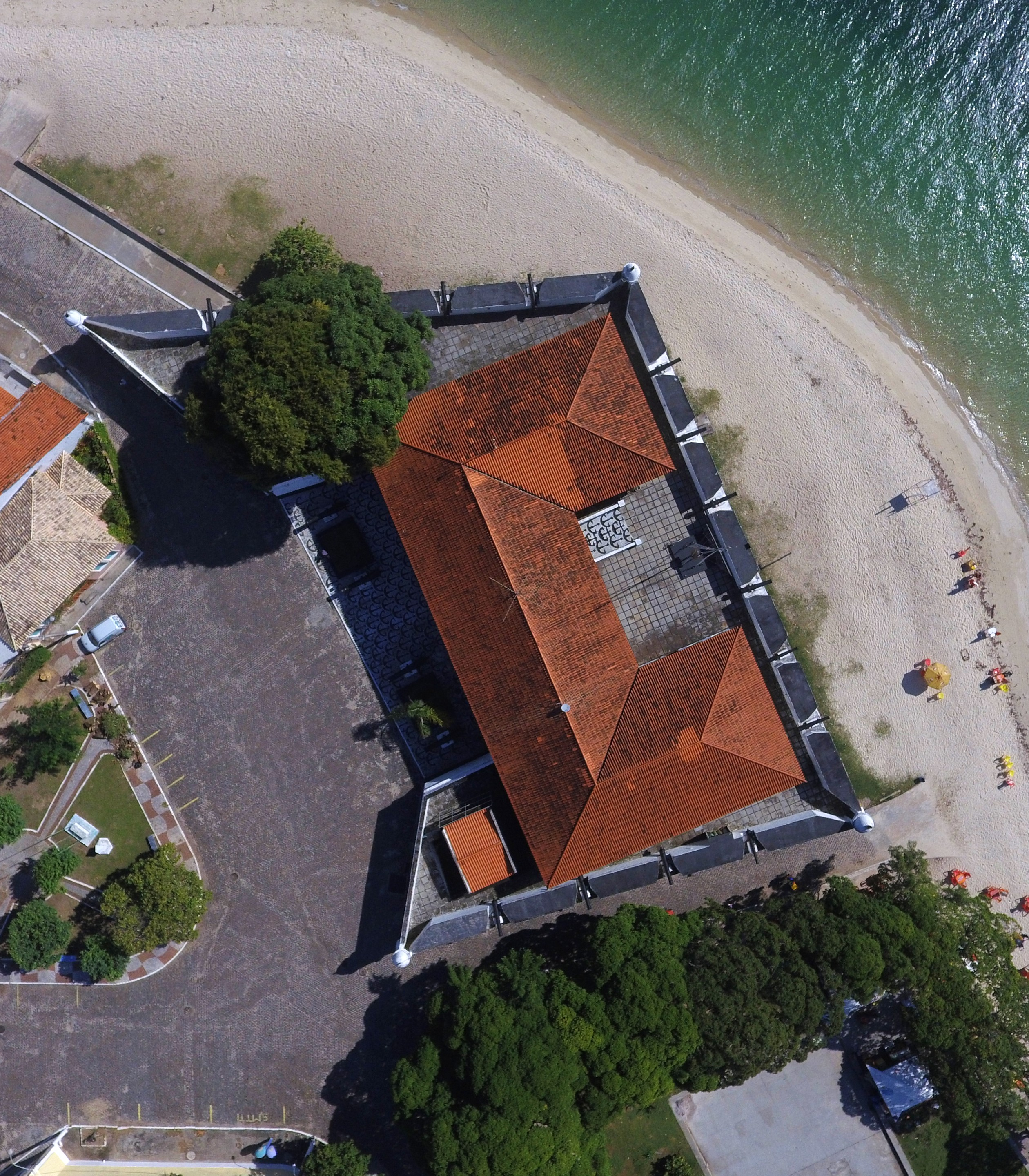
Aspecto e formato atuais.

O Forte de São Lourenço localiza-se na ponta da Baleia, extremo norte da ilha de Itaparica, atual Praça Getúlio Vargas s/n°, município de Itaparica, no litoral do estado brasileiro da Bahia.
Junto à portada do forte existe uma placa do Instituto Geográfico e Histórico da Bahia em memória dos heróis da Independência (SOUZA, 1983:74).

## Antecedentes
Dominando o único porto natural da ilha e a enseada do rio Paraguaçu, acesso ao Recôncavo, a sua fortificação mais antiga remonta a 1631, conforme desenho atribuído ao Engenheiro Paulo Nunes Tinoco.
No contexto da segunda das Invasões holandesas do Brasil (1630-1654), quando da quarta tentativa de conquista de Salvador, em fevereiro de 1647, os neerlandeses comandados por Sigismund van Schkoppe ocuparam-no e reconstruíram-no no formato de um polígono quadrangular irregular, apoiado por quatro redutos, utilizando-os como centro das operações contra Salvador e o Recôncavo baiano. Estas fortificações resistiram ao assalto das forças portuguesas comandadas por Francisco Rebelo em agosto de 1647, e foram destruídas quando os invasores se retiraram para Recife em janeiro de 1648, evacuando a ilha de Itaparica (SOUZA, 1885:95-96).

## O atual forte
A atual fortificação, erguida em alvenaria de pedra e cal sobre os vestígios do antigo forte, remonta a 1711, sob o Governo Geral de D. Lourenço de Almada (1710-1711) (SOUZA, 1885:96), em homenagem a quem foi colocado sob a invocação de São Lourenço (Forte de São Lourenço). Por determinação do Vice-rei D. Pedro António de Meneses Noronha de Albuquerque (1714-1718), ainda em construção, foi nomeado como Capitão da fortificação Antônio Gonçalves da Rocha, que se obrigou, ao assumir a função, a custear as obras de reconstrução, obedecendo a planta original (SOUZA, 1983:74).
De acordo com iconografia de José António Caldas, o seu desenho apresenta o formato de um polígono octogonal, com seis ângulos salientes e dois reentrantes. GARRIDO (1940), auxilia-nos a completar a descrição da estrutura: o acesso é feito por uma rampa até uma portada de 2,20 m de largura em cantaria, com verga, ladeada por dois coruchéus, encimada atualmente pelo escudo de armas do Império. Esta prossegue como um túnel em rampa (saguão) de sete metros de comprimento, que dá acesso ao terrapleno. No pavimento inferior, abre-se, em cada lado, um recinto de 9,55 m x 4,30 m, coberto por abóbada de berço: o Quartel da Tropa e a Prisão. Sobre estes, no terrapleno, ao abrigo das cortinas, ergue-se uma edificação de um pavimento, abrigando as dependências de serviço do forte (Casa de Comando e Paiol). A estrutura contava ainda com Cisterna. O mesmo autor complementa ainda que o forte dispunha de uma face e de dois flancos providos de 14 canhoneiras, e frente abaluartada com 1,80 m de espessura para desdobramento da linha de fuzileiros em 140m de plano de fogo. As duas meias-lunetas da parte abaluartada eram desiguais (op. cit., p. 96).
BARRETTO (1958) informa que estava guarnecido por um Capitão, um Sargento, nove soldados e dois Tambores, e artilhado com doze peças de ferro (seis de calibre 36 libras e seis de 8) (op. cit., p. 181-182), acredita-se que em meados do século XVIII.

## No século XIX
Palco da resistência do Exército Português durante a Guerra da Independência do Brasil (1822-1823), foi conquistado em janeiro de 1823 pelas forças independentes do Capitão Antônio de Souza Lima com canhões trazidos da Fortaleza do Morro de São Paulo. Por esse feito, o forte foi presenteado pelo General Pedro Labatut (1775-1849) com uma bandeira do Brasil, recebendo menção elogiosa na Ordem do Dia 13 de janeiro. Por determinação do mesmo Labatut, esteve detido nas instalações deste forte o comandante do Exército Pacificador de Cachoeira, Coronel Felisberto Gomes Caldeira, de 19 a 22 de maio de 1823. Este episódio conduziria à destituição daquele General, assumindo o comando das forças independentes o Coronel José Joaquim de Lima e Silva (SOUZA, 1885:96).
O mesmo autor reporta que a fortaleza se encontrava arruinada em 1841, creditando-lhe treze peças de artilharia (op. cit., p. 96). As suas dependências foram visitadas pelo imperador D. Pedro II (1840-1889) em 1859, que as encontrou quase em ruínas, com a Casa de Comando funcionando como Cadeia Pública.
Foi reparado no contexto da Questão Christie (1862-1865), quando o "Relatório do Estado das Fortalezas da Bahia" ao Presidente da Província, datado de 3 de agosto de 1863, cita:
"Demora na ponta N da ilha do mesmo nome ao lume d'água, figurando um trapézio, cujo lado de terra é uma cortina ocupada pelos edifícios da Fortaleza e reunida aos lados divergentes da figura por meios baluartes. Apresenta o desenvolvimento de 437 palmos, doze canhoneiras e 283 palmos de plano de fogo. Acha-se reparada, mas ressente-se da falta de plataformas competentes para as canhoneiras.
Tem algumas peças, mas não está armada." (ROHAN, 1896:51, 62-63)
Com a Proclamação da República no Brasil (1889), as instalações do forte foram utilizadas como Enfermaria (1892) (SOUZA, 1983:74).

## Do século XX aos nossos dias

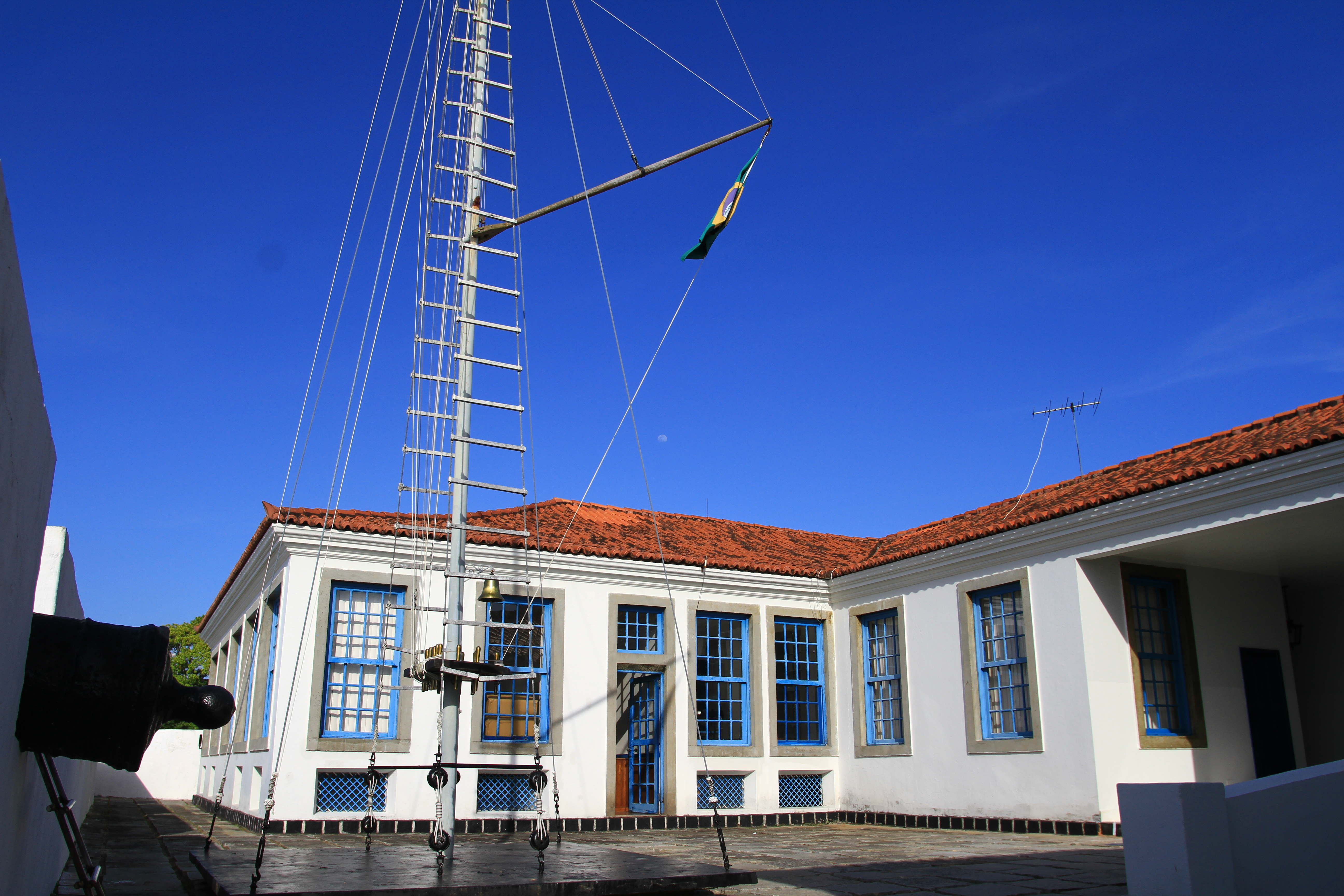
Interior do forte

BARRETTO (1958) relata que à época da Primeira Guerra Mundial (1914-1918), o forte encontrava-se arruinado, restando-lhe apenas treze peças de artilharia (1915) (op. cit, p. 182).
De propriedade da União, o imóvel encontra-se tombado pelo Serviço do Patrimônio Histórico e Artístico Nacional desde 1938.
A partir de 1974 o Ministério da Marinha realizou obras no forte. Na ocasião foram demolidos os remanescentes da Casa de Comando, e construído um pavilhão de concreto em forma de "U", além de um pavimento intermediário, semi-enterrado no terrapleno. Ali a Marinha do Brasil instalou uma das estações do Complexo de Magnetologia, a Estação de Medidas Magnéticas de Navios (EMMN), também conhecida como "Estação de Degaussing", destinada à medição e compensação magnética de Navios Varredores e Navios Ferromagnéticos. Fazem ainda parte deste complexo - na Base Naval de Aratu - um laboratório de medidas magnéticas e uma estação de tratamento magnético de navios (estação de "Deperming").